# Кучера, Оскар Александрович
Оска́р Алекса́ндрович Куче́ра (при рождении Евгений Александрович Боголю́бов; род. 11 августа 1974, Москва) — российский актёр театра, кино, телевидения, озвучивания и дубляжа, театральный режиссёр, певец, музыкант, теле- и радиоведущий. Известен по ролям Кирилла Порохни в телесериале «Улицы разбитых фонарей» и капитана Куренкова в телесериале «Солдаты».

## Биография
Родился 11 августа 1974 года в Москве.
В 2005 году поменял паспорт, взяв сценический псевдоним в качестве имени и фамилии.
С семи лет занимался в школе-студии художественного слова. B 1996 году окончил ГИТИС (мастерская Давида Ливнева). Играл в театрах Ермоловой, МХАТе, театре киноактёра, «Школе современной пьесы», играет в антрепризах.

### Радио
С 1995 года работал на радио «Серебряный дождь», автор и ведущий большого количества различных программ, в том числе «Саундтрек» и «Радиорулетка».
На 2000 год работал на «Авторадио», где вёл программу «Кучерявый вечер».

### Телевидение
В 2001 году, пройдя конкурс, стал ви-джеем на Муз-ТВ, где вёл программу «Сиеста». Там же вёл программы «Оскар-шоу», «Большая перемена», «Группа разбора» и «10 наших». Ушёл с телеканала в сентябре 2007 года.
В 2003 году его кандидатура была утверждёна в качестве ведущего игрового шоу «Ринг» на НТВ, однако этот проект в эфире так и не появился. В июне того же года вёл самую первую премию Муз-ТВ.
В мае 2005 года Кучера стал ведущим шоу «Лжец» на НТВ. В июне стал одним из ведущих премии «Муз-ТВ 2005».
В марте — мае 2006 года вёл телепроект «Народный артист-3» на телеканале «Россия».
В 2007—2008 годах участвовал в шоу «Две звезды».
В 2009 году — соведущий передачи «Top Gear. Русская версия» (РЕН ТВ).
В 2011 году принял участие в украинской передаче «Зірка+Зірка» на украинском телеканале 1+1. Также в 2011 году стал ведущим программы «Кулинарный поединок» на НТВ и иллюзионного шоу «Удиви меня» на ТВ-3.
В 2014 году на телеканале «Карусель» вёл программу «Перекрёсток».
С 15 февраля по 31 мая 2015 года был участником второго сезона шоу «Точь-в-точь» на «Первом канале», где по количеству баллов за все 14 выпусков занял 7-е место (из 10).
С 30 января 2016 года — ведущий Международного вокального конкурса «Звезда» на телеканале «Звезда».
С 23 апреля 2017 по 17 мая 2020 года — ведущий ток-шоу «Звёзды сошлись» на НТВ (в паре с Лерой Кудрявцевой).
С 18 июня 2023 года — ведущий программы «Галерея звёзд» на телеканале «Звезда».
17 сентября 2023 года стал участником второго сезона шоу «Новые звёзды в Африке» на ТНТ, но спустя 9 выпусков покинул его.
С 10 февраля 2025 года ведёт передачу «Игра в кино. Мультфильмы» на телеканале «Мир».
Снимался в телерекламе. Увлечения: хоккей (играет в ХК «Комар», команда артистов), бокс, горные лыжи.

### Музыка
В начале 2000-х был участником и вокалистом группы «Тау Кита».
В мае 2002 года был официально объявлен как новый вокалист группы «Отпетые мошенники» на замену объявившему о своём уходе Гарику Богомазову (до этого Оскар часто присоединялся к трио в качестве четвёртого вокалиста на приватных вечеринках). Ещё не являясь официальным участником «Отпетых мошенников», Оскар написал четыре песни для готовящегося к выходу альбома группы. На момент октября 2003 года Оскар по-прежнему заявлялся в интервью как будущий участник на замену, также участвуя в официальных фотосессиях группы, но в итоге Гарик Богомазов так и не покинул коллектив.

## Политические взгляды
В январе 2023 года вышло интервью Юрию Дудю, в котором разговаривал о вторжении России на Украину и пытался объяснить, почему он считает, что, поддерживая россиян, воюющих на Украине, он не поддерживает войну. В попытке доказать свою правоту Кучера озвучивал множество нарративов российской государственной пропаганды и конспирологических теорий.
За оправдание войны России против Украины находится под санкциями Совета национальной безопасности и обороны Украины от 18 апреля 2025 года «О применении персональных специальных экономических и других ограничительных мер».

## Семья
Отец — Александр Акимович Боголюбов (1934—2020), режиссёр мультипликационных и художественных фильмов.
Мать — Татьяна Иосифовна Ку́чера (род. 25 июля 1947, Милан), искусствовед, работала редактором в Бюро пропаганды советского киноискусства.
У Оскара есть старшая единокровная сестра Юлия.
Первая жена (1996) — Юлия Лисеева — актриса, женился в 22 года. Через полгода супруги развелись.
Вторая жена (2002—2006) — Майя Маркова (род. 1979) — победительница конкурса красоты, психолог.
- Сын — Александр Марков (род. 2004) — на 2023 год — студент Высшей школы экономики, в детстве был актёром Детского музыкального театра юного актёра.[источник не указан 116 дней]

Третья жена (с 2007 года по н.в.) — Юлия Игоревна Кучера — по образованию юрист; занимается бизнесом.
- Сын — Александр Кучера (род. 08.04.2005[34], до заключения брака между родителями).
- Сын — Даниэль Кучера (род. 2007).
- Дочь — Алисия Кучера (род. 15 июня 2010)[34][36][37].

- Сын — Марк Кучера (род. 9 июля 2019, Майами[38]); имеет двойное гражданство России и США.

## Театральные роли
- «Сказки старого Арбата» («Театр киноактёра»)
- «Женитьба» (Н. В. Гоголь) — Анучкин
- «Предложение» (А. П. Чехов) — Иван Васильевич
- «Снежная королева» — Кай (театр им. Ермоловой)
- «А чой-то ты во фраке?» — Ломов (театр «Школа современной пьесы»)
- «Любовь по системе Станиславского» (2008) — Алёша
- «С любовью не шутят» (2009) — Москатель
- «Дублёр, или Не будите пожарного» (2009)
- «Зубастая няня» (2009) — попугай Карузо
- «БЛЭЗ» (2013) — Блэз (главная роль, театр «Содружество актёров Таганки»)
- «Мужчина с доставкой на дом» (2017) — Марк О’Конор (главная роль)
- «Обед для грешников» (2018) — Джим Уат (главная роль)
- «Хитрец по найму» (2018) — Паша (главная роль)
- «Дон Жуан. Нерассказанная история» (2020) — Исполнитель (главная роль)
- «Танго на шестерых» (2022) — Бернар

## Режиссёрские работы
- Спектакль «Танго на шестерых» по пьесе французского драматурга Марка Камоллети «Пижама на шестерых» (2022) — Московский театр звёзд[39]

## Роли в клипах
- 2005 — Ирина Дубцова — «Ну как ты там?»
- 2007 — Зара — «Небом на двоих».
- 2014 — Zlata ft DJ Amice' — «Раскована».
- 2015 — Маша и группа «Маугли» — «Я от тебя убегаю».

## Фильмография
1. 1985 — Батальоны просят огня — эпизод
2. 2003 — Чай, кофе, потанцуем… — Сергей
3. 2004 — На углу, у Патриарших 4 — Олег Серёгин, молодой опер
4. 2004 — 2014 — Улицы разбитых фонарей 6-14 — Кирилл Евгеньевич Порохня, лейтенант (позже — старший лейтенант, капитан)
5. 2005 — Свадьба Барби — ди-джей Хеджи
6. 2005 — Мужской сезон: Бархатная революция — бармен
7. 2006 — Персона нон грата — Клаус
8. 2006 — Любовь моя — Фёдор Бзюкин
9. 2006 — Русские деньги — Аполлон
10. 2006 — Формула зеро — камео
11. 2006 — 2009 — Солдаты 9-16 — Александр Сергеевич Куренков, лейтенант (позже — старший лейтенант, капитан)
12. 2007 — Парадокс — Вадик Пантелеев
13. 2007 — Код апокалипсиса — Антон, помощник Дарьи
14. 2007 — 20 сигарет — Борис
15. 2007 — Руд и Сэм — таксист
16. 2008 — Короли игры — Кеша
17. 2008 — Всё могут короли — фотограф Гарик
18. 2008 — Рука на счастье (Украина) — Гриня
19. 2009 — След саламандры — Антон Шелест
20. 2010 — Морозко — писарь
21. 2011 — Новые приключения Аладдина — Аладдин
22. 2011 — Мужчина во мне — Александр
23. 2011 — 2012 — Молодожёны — Алексей Хорохордин
24. 2012 — Менты. Тайны большого города (Украина) — Кирилл Евгеньевич Порохня, старший лейтенант (фильм № 1 «Опекуны»)
25. 2012 — Бригада: Наследник — нотариус
26. 2013 — Бальзаковский возраст, или Все мужики сво… Пять лет спустя — Шон Конери, адвокат
27. 2014 — Французский шпион — Андрей Канаев
28. 2014 — Нереальная любовь — олигарх Юрий Соколов
29. 2014 — Полный вперёд — папа Феди
30. 2015 — 2016 — Светофор — Роман Аркадьевич Бондаренко (9 и 10 сезоны)
31. 2018 — Команда Б — Геннадий, космический турист
32. 2020 — Ошибки молодости (Украина) — Сергей
33. 2021 — Несмотря ни на что (Украина) — Кораблёв
34. 2021 — Провинциал (Украина) — Фёдор Елистратов
35. 2021 — Снегурочка против всех — Сергей Алексеевич
36. 2022 — Ёлки-иголки — Шарль
37. 2022 — Здравствуйте, вам пора — инструктор (5-я серия)
38. 2022 — Сны — Антон Новиков, майор ФСБ
39. 2022 — Даркнет — Макс
40. 2023 — Трепачи — Влад Соколов
41. 2024 — Манюня: Приключения в деревне — Олег Андреевич
42. 2024 — Осторожно — любовь — Богданыч

## Дубляж и закадровое озвучивание
1. 1995 — Морские легенды (игра) — Ричард Грей
2. 1998 — Аллоды: Печать тайны (игра) — Данас
3. 2005 — Мадагаскар — зебра Марти[40]
4. 2008 — Мадагаскар 2 — зебра Марти[41]
5. 2009 — Рождественский Мадагаскар — зебра Марти[42]
6. 2010 — Top Gear — Ричард Хаммонд (закадровый перевод Discovery)[43]
7. 2012 — Мадагаскар 3 — зебра Марти[44]
8. 2014 — Король сафари — зебра Кумба[45]

## Озвучивание мультфильмов
1. 2009 — Наша Маша и волшебный орех — Дик и Ник
2. 2013 — Возвращение Буратино — Буратино

## Награды
- Премия «Овация» (2002).
- «Знак качества» в номинации «Лучший телеведущий развлекательной программы» (2003).